# Petaloptila fermini
Petaloptila fermini är en insektsart som beskrevs av Andrej Vasiljevitj Gorochov och Llorente del Moral 2001. Petaloptila fermini ingår i släktet Petaloptila och familjen syrsor. Inga underarter finns listade i Catalogue of Life.